# Автошлях Т 1212
Автошля́х Т 1212 — автомобільний шлях територіального значення в Кіровоградській області. Проходить територією Новомиргородського та Маловисківського районів через Новомиргород — Велику Виску. Загальна довжина — 20,7 км.

## Маршрут
Автошлях проходить через такі населені пункти:
| Автошлях Т 1212         |              |
| Кіровоградська область  |              |
| Новомиргородський район |              |
| Новомиргород            | Т 1206Т 2401 |
| Іванівка                |              |
| Мар'янопіль             |              |
| Маловисківський район   |              |
| Велика Виска            | E50М12       |